# Othresypna pretiosissima
Othresypna pretiosissima là một loài bướm đêm trong họ Noctuidae.